# 산줄리오섬

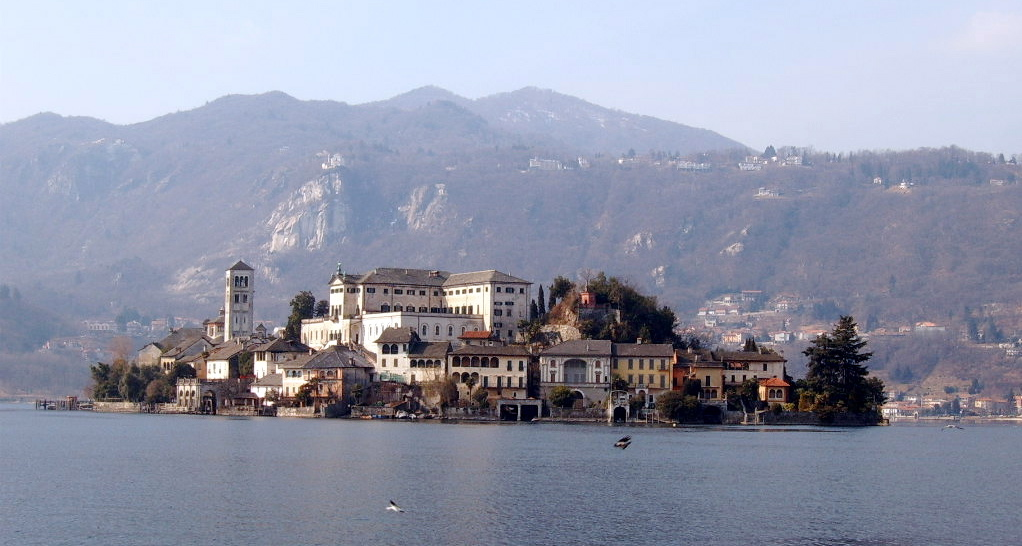
산줄리오섬

산줄리오섬(이탈리아어: Isola di San Giulio)은 이탈리아 북서부 피에몬테주 오르타호에 있는 섬이다. 섬의 길이는 275m (902ft)이고 너비는 140m (459ft)이다. 섬에서 가장 유명한 건물은 수도원과 산줄리오 대성당이다.